# Hymenorchis saccata
Hymenorchis saccata är en orkidéart som beskrevs av Rudolf Schlechter. Hymenorchis saccata ingår i släktet Hymenorchis och familjen orkidéer. Inga underarter finns listade i Catalogue of Life.